# VTB United League 2010/11
Die VTB United League Saison 2010/11 war die zweite Saison der Basketball-Liga. An der VTB United League Saison 2010/11 nahmen zwölf Mannschaften aus acht Ländern teil. Die Saison begann am 6. Oktober 2010 und endete mit dem Finale am 23. April 2011 in Kasan in der Basketballhalle des Clubs UNICS.

## Gruppenphase – Reguläre Saison
In dieser ersten Phase traten die zwölf Mannschaften aufgeteilt in zwei Gruppen in Heim- bzw. Auswärtsspielen gegeneinander an. Jedes Team absolvierte zehn Spiele. Für das Final-Four qualifizierten sich die zwei besten aus jeder Gruppe.

### Gruppe A
| Team              | Sp | S | N  | P+  | P-  |
| ----------------- | -- | - | -- | --- | --- |
| 1. ZSKA Moskau    | 10 | 9 | 1  | 765 | 635 |
| 2. UNICS Kasan    | 10 | 9 | 1  | 850 | 671 |
| 3. Lietuvos rytas | 10 | 6 | 4  | 824 | 757 |
| 4. BC Minsk-2006  | 10 | 4 | 6  | 768 | 771 |
| 5. BK Dnipro      | 10 | 2 | 8  | 721 | 892 |
| 6. Honka Espoo    | 10 | 0 | 10 | 542 | 704 |

| Team           | ZSKA  | UNICS  | Rytas | Minsk | Dnipro | Honka |
| -------------- | ----- | ------ | ----- | ----- | ------ | ----- |
| ZSKA Moskau    | *     | 60-67  | 80-61 | 82-72 | 113-73 | 73-53 |
| UNICS Kasan    | 60-69 | *      | 66-64 | 83-54 | 87-55  | 95-62 |
| Lietuvos rytas | 63-73 | 85-87  | *     | 90-84 | 116-78 | 87-67 |
| Minsk-2006     | 62-75 | 78-90  | 78-86 | *     | 85-74  | 90-60 |
| BK Dnipro      | 65-74 | 67-104 | 69-82 | 73-79 | *      | 86-79 |
| Honka Espoo    | 59-66 | 77-111 | 75-90 | 58-86 | 73-81  | *     |

### Gruppe B
| Team                  | Sp | S | N | P+  | P-  |
| --------------------- | -- | - | - | --- | --- |
| 1. BK Chimki          | 10 | 9 | 1 | 652 | 550 |
| 2. Asowmasch Mariupol | 10 | 7 | 3 | 642 | 576 |
| 3. Žalgiris Kaunas    | 10 | 7 | 3 | 589 | 588 |
| 4. Asseco Prokom      | 10 | 3 | 7 | 661 | 696 |
| 5. VEF Rīga           | 10 | 3 | 7 | 665 | 686 |
| 6. Kalev Tallinn      | 10 | 1 | 9 | 525 | 638 |

| Team               | Chimki | Asowmasch | Zalgiris | Prokom | VEF    | Kalev  |
| ------------------ | ------ | --------- | -------- | ------ | ------ | ------ |
| BK Chimki          | *      | 65-58     | 78-76    | 99-79  | 81-61  | 75-50  |
| Asowmasch Mariupol | 80-99  | *         | 75-63    | 80-76  | 79-74  | 76-55  |
| Žalgiris Kaunas    | 75-69  | 75-86     | *        | 84-79  | 84-71  | 101-83 |
| Asseco Prokom      | 57-86  | 76-85     | 60-73    | *      | 103-75 | 64-58  |
| VEF Rīga           | 75-81  | 68-60     | 74-79    | 63-76  | *      | 95-55  |
| Kalev Tallinn      | 65-68  | 67-72     | 66-91    | 77-70  | 69-70  | *      |

## Final Four
Das Turnier der vier Besten fand am 22./23. April 2011 in Kasan, Russland in der Basketballhalle Kasan statt.
Es hatten sich qualifiziert:
- ZSKA Moskau
- BK Chimki
- UNICS Kasan
- Asowmasch Mariupol

### Halbfinale
| Datum      | Uhrzeit | Ort   | Sieger      | Gegner             | Ergebnis |
| ---------- | ------- | ----- | ----------- | ------------------ | -------- |
| 22.04.2011 | 17:00   | Kasan | ZSKA Moskau | Asowmasch Mariupol | 69:57    |
| 22.04.2011 | 20:00   | Kasan | BK Chimki   | UNICS Kasan        | 84:78    |

### Spiel um Platz 3
| Datum      | Uhrzeit | Ort   | Sieger      | Gegner             | Ergebnis |
| ---------- | ------- | ----- | ----------- | ------------------ | -------- |
| 23.04.2011 | 16:00   | Kasan | UNICS Kasan | Asowmasch Mariupol | 93:75    |

### Finale
| Datum      | Uhrzeit | Ort   | Sieger    | Gegner      | Ergebnis |
| ---------- | ------- | ----- | --------- | ----------- | -------- |
| 23.04.2011 | 18:30   | Kasan | BK Chimki | ZSKA Moskau | 66:64    |

## Auszeichnungen

### Regular Season MVP
- 1. Spieltag  Demetrius Alexander (Asowmasch)
- 2. Spieltag  Maciej Lampe (UNICS)
- 3. Spieltag  Trajan Langdon (ZSKA)
- 4. Spieltag  Andrei Woronzewitsch (ZSKA)
- 5. Spieltag  Maksym Pustoswonow (Asowmasch)
- 6. Spieltag  Ramel Curry (Asowmasch)
- 7. Spieltag  Kelly McCarty (UNICS)
- 8. Spieltag  Ramel Curry (Asowmasch)
- 9. Spieltag  Lazaros Papadopoulos (Chimki)
- 10. Spieltag  Frederick House (Asowmasch)
- All Season MVP:  Ramel Curry (Asowmasch)

### Final Four MVP
- Vitali Fridson (Chimki)